# Ask y Embla

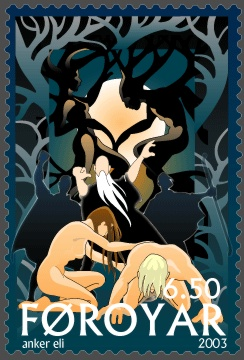
Ask y Embla en un sello de las Islas Feroe, 2003 por Anker Eli Petersen.

Ask y Embla, en la mitología nórdica, fueron los dos primeros seres humanos creados por los dioses, análogos a Adán y Eva.
Odín y sus hermanos, Ve y Vili, crearon los nueve mundos de la cosmología nórdica. Encontraron más tarde dos troncos creciendo en una playa, uno de fresno y uno de olmo y les dieron una forma humana (según otra versión, fueron Odín, Hœnir y Loki los dioses involucrados). Odín les dio el aliento vital; Vili les dio ingenio y las emociones; Ve les dio sentidos y habla (o alternativamente, Odín les infundió la vida física y el alma, Hœnir la inteligencia y los sentidos, y Loki la sangre). Ask ("fresno", el varón) y Embla ("olmo", la mujer) vivieron en Midgard y se convirtieron en los progenitores de la humanidad.